# 春日井市立丸田小学校
春日井市立丸田小学校（かすがいしりつ まるたしょうがっこう）は、愛知県春日井市六軒屋町西にある公立小学校。学校名の由来は地名変更前に存在した六軒屋町字西丸田及び字東丸田から採用されている。1996年に上八田町、下八田町、西八田町の統合による八田町が成立したことが小学校新設のきっかけとなっている。

## 概要
- 六軒屋町1・2丁目、六軒屋町西1-3丁目、六軒屋町（字向ヱの一部）、八田町2-8丁目が校区であり、公立中学校の進学先は春日井市立松原中学校および春日井市立柏原中学校である[1]。
- 春日井市立柏原小学校のマンモス校化解消のため、新設された小学校である。

## 沿革
- 2002年（平成14年）4月1日 - 春日井市立柏原小学校、春日井市立松原小学校、春日井市立八幡小学校から分離し、開校。

## 交通アクセス
- JR東海中央本線春日井駅下車、徒歩約40分。
- 名鉄バス春日井市内線、桃山線「上八田」バス停より徒歩約5分。

JR春日井駅より【20系統】「小牧駅」行、【21系統】「パナソニック エコシステムズ」行、【22系統】「大草」行。
- かすがいシティバス北部線「上八田」バス停より徒歩約5分。

## 周辺施設
- 春日井市立柏原中学校
- 春日井市立柏原小学校
- 春日井市立松原小学校
- 春日井市立八幡小学校
- 春日井市立大手小学校
- 春日井警察署
- 春日井六軒屋郵便局
- 東春信用金庫六軒屋支店
- 朝宮公園